# 长河水库
长河水库，位于中国湖南省郴州市临武县境内，是武水上游的一座中型水库。于1965年动工兴建，1974年建成。水库控制流域面积92.1平方千米，正常库容3388万立方米，相应水面面积约2平方千米，回水长度约5千米。大坝为均质土坝，最大坝高45米，坝轴线长144米。水库具有多年调节功能，以灌溉为主，兼顾发电、防洪、养殖、供水等综合效益。水库设计灌溉面积9370公顷。水库拥有坝后式和引水式两座电站，装机容量分别为575千瓦和1360千瓦，年均发电量450万千瓦时。